# Eusparassus lilus
Eusparassus lilus là một loài nhện trong họ Sparassidae.
Loài này thuộc chi Eusparassus. Eusparassus lilus được Embrik Strand miêu tả năm 1907.